# Кирха в Алленау
Ки́рха Аллена́у (нем. Kirche Allenau) — руины приходской кирхи XV века в посёлке Поречье Правдинского района Калининградской области. Является образцом кирпичной готики. С 2007 года — объект культурного наследия регионального значения, с 2010 года передана Калининградской епархии Русской православной церкви.

## История
Предположительно, приходская кирха в Алленау (ныне Поречье) была заложена великим магистром Тевтонского ордена Ульрихом фон Юнгингеном между 1407 и 1410 годами. Строительство основного объёма здания и сакристии было завершено в третьей четверти XV века.
Изначально кирха относилась к архипресвитерству Фридланда (ныне Правдинск). После Реформации и распространения лютеранства стала дочерней по отношению к кирхе в Бёттхерсдорфе (нем. Böttchersdorf, ныне не существует).
В 1682 году в кирхе был проведён ремонт. Алтарь и алтарный стол были выполнены из оштукатуренного кирпича. На карнизе размещались гербы Людвига фон Шиммельпфеннига и его супруги с надписью на немецком языке: «В 1682 г. во славу Божью эту церковь отремонтировал и украсил его превосходительство господин Людвиг Шиммельпфеннинг, ленный господин этой церкви и наследный господин Цунинкена, Алленау, Катцбалкена и Мендиттена».
Во время боевых действий Второй мировой войны в 1945 году кирха пострадала от артиллерийского обстрела: была повреждена крыша, башня и восточный фронтон. В послевоенный период здание использовалось в качестве склада. К 1980-м годам черепичное покрытие крыши было нарушено, что привело к быстрому разрушению здания. В 2003 году обрушился восточный фронтон и остатки крыши. Внутри на стенах сохранились фрагменты средневековых фресок.

## Архитектура
Кирха Алленау представляет собой характерный для Эрмланда тип позднеготической безбашенной зальной церкви. Здание представляет собой прямоугольный в плане неф без сводов, сложенный в технике кирпичной готики. Фундамент и цоколь выполнены из полевого камня.
Стены нефа укреплены контрфорсами; угловые контрфорсы установлены по диагонали. Продольные стены разделены на три секции. На южной стене расположены два высоких стрельчатых окна и ступенчатый портал. Восточная стена имеет центральный контрфорс, по бокам от которого находятся два небольших, высоко расположенных стрельчатых окна.
Западный фронтон — семиосевой ступенчатый, украшенный высокими стрельчатыми аркатурными нишами, которые разделены треугольными пилястрами, завершающимися фиалами. Горизонтальные тяги отделяют ярусы фронтона. Фронтон сакристии, пристроенной с северо-востока, является трёхосевым ступенчатым и по композиции повторяет западный фронтон. Небольшой притвор у южного портала был пристроен позже и не имел перевязки с основной кладкой нефа; к настоящему времени он утрачен.

## Современное состояние
Постановлением Правительства Калининградской области от 23 марта 2007 года № 132 кирха получила статус объекта культурного наследия регионального значения.
В 2010 году руины кирхи были переданы Калининградской епархии Русской православной церкви. По состоянию на 2024 год здание продолжает находиться в руинированном состоянии.